# Besselbergweinberge
Besselbergweinberge ist ein Naturschutzgebiet in Grünsfeld im Main-Tauber-Kreis in Baden-Württemberg.

## Geschichte
Durch Verordnung des Regierungspräsidiums Stuttgart über das Naturschutzgebiet Besselbergweinberge vom 14. Juni 2005 wurde ein Schutzgebiet mit 37,3 Hektar ausgewiesen.
Seit 2019 ist das Naturschutzgebiet ein Teil des größeren Natura-2000-Gebietes Nordöstliches Tauberland (FFH-Gebiet 6424-341).

## Schutzzweck
„Schutzzweck ist die Erhaltung und Entwicklung des Strukturreichtums, der auf die kleinparzellierte, extensive landwirtschaftliche Nutzung und die mannigfaltigen, eng verzahnten Vegetationstypen zurückzuführen ist. Es gilt, den Artenreichtum der Pflanzen- und Tierwelt in diesem Mosaik aus Steinriegeln, Halbtrockenrasen, Obstwiesen, Äckern sowie feuchteren Standorten entlang des Lochgrabens zu schützen und zu fördern durch die Sicherung der Lebensräume für die an diese Lebensräume gebundenen Arten.
Insbesondere schützenswert sind
- die Vielzahl seltener und bedrohter Tier- und Pflanzenarten;
- die Halbtrockenrasen und mageren Glatthaferwiesen mit reichem Vorkommen des Kreuzenzians und des an ihn gebundenen Kreuzenzian-Ameisen-Bläulings;
- die offenen besonnten Steinriegel und Trockenmauern als extrem trocken-heiße Lebensräume;
- die wärmeliebenden Saumgesellschaften, die Hecken und Feldgehölze;
- die durch extensive Bewirtschaftung ertragsarmen Ackerstandorte mit ihrer reichhaltigen Ackerwildkrautflora;
- die Obstbaumwiesen;
- die naturnahen Abschnitte des Bachlaufs im Lochgraben.

Auch aus kulturhistorischer Sicht sind die typischen Strukturen dieses Trockenhanges, wie sie durch jahrhundertlange Bewirtschaftung entstanden sind, zu erhalten. Weinbergsmauern, kleine Steinkeller, große Steinriegel sowie die ehemalige Gemeindehutung am „Oberen Schalksberg“ sind reizvolle Zeitzeugen der Bewirtschaftungsformen früherer Jahrhunderte.
Schutzzweck ist auch die Erhaltung und Entwicklung der im Gebiet vorkommenden Lebensräume der orchideenreichen Kalkmagerrasen (prioritär) und der mageren Flachland-Mähwiesen nach Anhang I der FFH-Richtlinie“ (LUBW).

## Flora und Fauna
Es handelt sich um ein Gebiet mit einer Vielzahl seltener und bedrohter Tier- und Pflanzenarten, insbesondere Lebensräume der orchideenreichen Kalkmagerrasen (prioritär) und der mageren Flachland-Mähwiesen.